# Proserpinus gaurae
Proserpinus gaurae är en fjärilsart som beskrevs av John Abbot och Smith 1797. Proserpinus gaurae ingår i släktet Proserpinus och familjen svärmare. Inga underarter finns listade i Catalogue of Life.